# Кано, Мария
Мария де лос Анхелес Кано Маркес (исп. María de los Ángeles Cano Márquez; 12 августа 1887 — 26 апреля 1967) — колумбийская поэтесса и писательница, деятельница рабочего движения, первая женщина среди лидеров политических партий страны. Возглавлявшую борьбу за гражданские права и права наёмных рабочих Кано называли «Flor del trabajo» («Цветок труда»). Она была организатором нескольких рабочих забастовок и соучредительницей Социалистической революционной партии (предшественницы Компартии).

## Семья и образование
Кано родился 12 августа 1887 года в Медельине в департаменте Антиокия в семье Родольфо Кано и Амелии Маркес, образованных и влиятельных радикальных либералов. У неё было две сестры. Образование получала в светских, а не католических школах. Колумбийским женщинам в то время не разрешалось посещать университет. Оба родителя Кано умерли, когда ей было 23 года.

## Литературная и политическая деятельность
Кано входила в литературный кружок вокруг журнала Cyrano с другими интеллектуалами из Медельина. К 1922 году она работала в газете El correo liberal («Либеральная почта»). Отмечали, что её ранняя поэзия отличалась «интимным и эротическим» тоном. В марте 1924 года она выразила желание создать бесплатную публичную библиотеку, пригласив газеты и книжные магазины пожертвовать свои материалы, и к маю муниципальная библиотека была открыта.
Кано была вовлечена в политические круги, находящиеся под влиянием большевистской революции, и стала социалисткой. Она отказалась от «искусства ради искусства», став общественным деятелем и революционным лидером. Помимо предоставления еды и одежды для нуждающихся, она проводила в библиотеке чтения, чтобы повысить культурную осведомленность работников. Она посещала фабрики, выступала с осуждением увиденных ей несправедливых условий труда и начала организовывать забастовки<.
1 мая 1925 года, на День труда, Кано было присвоено имя «Цветок труда Медельина» (а затем и всей Колумбии) — почётное звание, обычно присваиваемое работникам благотворительных организаций. Она стала символом мятежных женщин, и «родители в Антиокии стремились не дать своим дочерям превратиться в mariacanos».
С 1925 по 1927 год Кано совершила семь поездок по стране; её первые митинги прошли на шахтах Севильи и Ремедиоса. Она сыграла важную роль в освобождении Рауля Эдуардо Махеча. В 1926 году Национальная конфедерация трудящихся поручила ей организовать представительство Антиокии на Третьем рабочем конгрессе. На конгрессе она взяла интервью у государственного секретаря и призвала освободить политических заключенных Висенте Адаме и Мануэля Кинтина Ламе. Её рассматривали как первую женщину, занявшую руководящую должность в политической организации в стране. Была важной фигурой в учреждении Социалистической революционной партии в 1926 году.
Она выступала против социальной несправедливости, произвола элиты, подавления правительством оппозиции и эксплуатации страны американскими компаниями. Она также боролась против смертной казни вместе с бывшим президентом Карлосом Эухенио Рестрепо. Кано несколько раз арестовывали и помещали под наблюдение полиции. Несколько её митингов были разогнаны полицией.
Кано была соучредительницей партийной газеты La Justicia и писала статьи для множества других изданий. В 1928 году она возглавила борьбу с правительственным антикоммунистическим законом (ley heroica). Она также поддержала никарагуанского революционера Аугусто Сесара Сандино в борьбе с вторжением войск США. Забастовка рабочих банановых плантаций ноября 1928 года завершилась «банановой бойней» — массовым убийством военными рабочих на демонстрации в Сьенаге (Магдалена) 6 декабря. Хотя Кано не участвовала в стачке, её обвинили в «заговоре» и посадили в тюрьму. После идеологического раскола в стане социалистов она оказалась политически изолированной и, хотя пыталась вернуться в политику в 1934 году, но безуспешно.
Кано покинула Боготу и работала в Государственной прессе Антиокии в Медельине. Альянс женщин Медельина признал ее вклад в 1945 году, а в 1960 году она была избрана спикером Демократической организации женщин Антиокии.
Кано жила с коммунистическим писателем и оратором Игнасио Торресом Хиральдо.

## Смерть и наследие
Кано умерла в Медельине 26 апреля 1967 г.
В 1990 году Камила Лобогерреро сняла в Саламина-Калдас колумбийский фильм  «Мария Кано» (María Cano) с Марией Евгенией Давилой в главной роли. В Антиокии есть улица, две школы и университет имени Кано. В 1991 году в Фунце была создана профсоюзная организация The Flor del Trabajo Association. Её название было изменено 23 марта 2013 года на Ассоциацию Марии Кано.